# Скинтеєшть
Скинтеєшть, Скинтеєшті (рум. Scânteiești) — село у повіті Галац в Румунії. Входить до складу комуни Скинтеєшть.
Село розташоване на відстані 203 км на північний схід від Бухареста, 27 км на північ від Галаца.

## Населення
За даними перепису населення 2002 року у селі проживали 1046 осіб, усі — румуни. Усі жителі села рідною мовою назвали румунську.